# 티스강

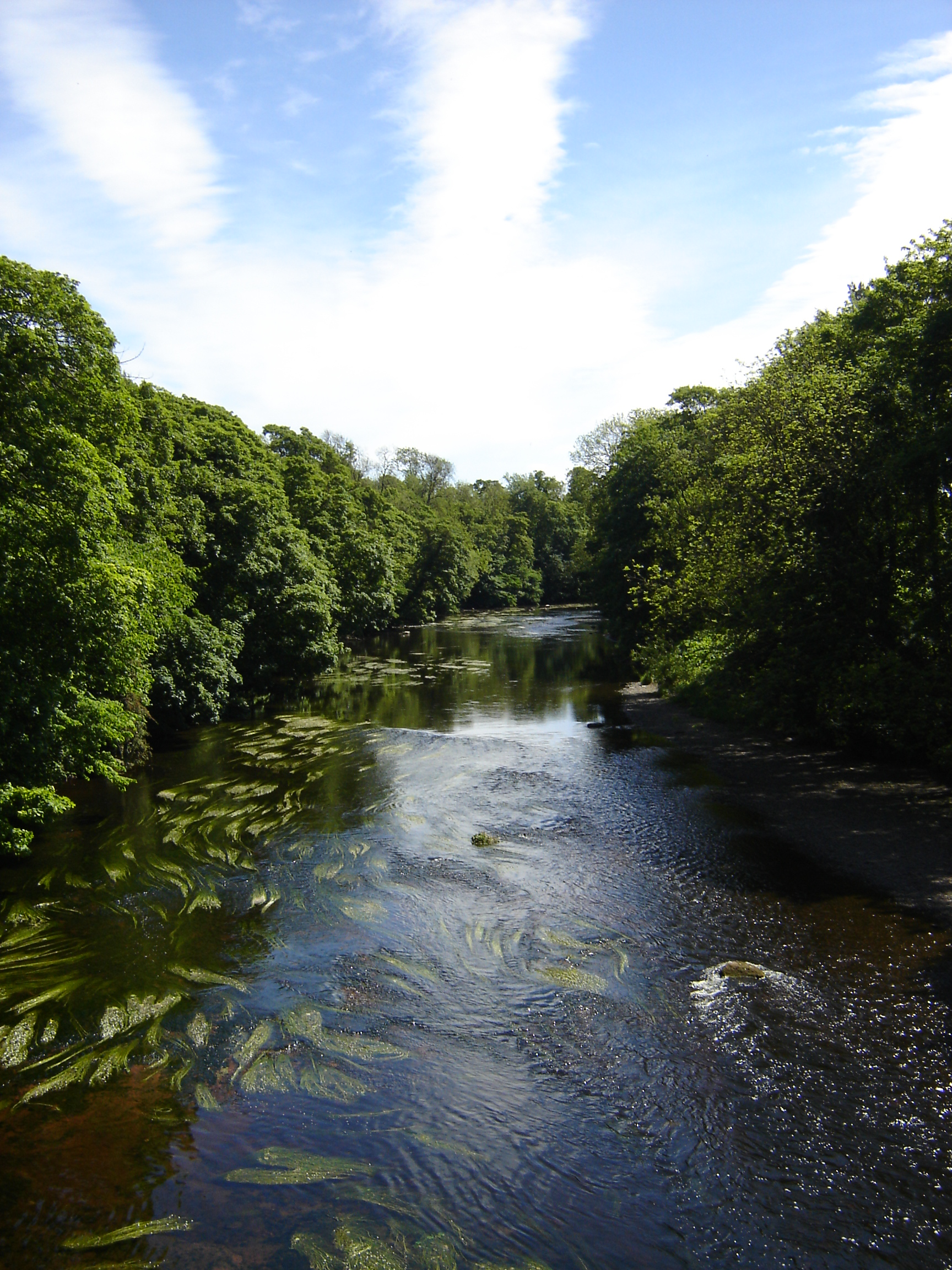

티스강(영어: River Tees [tiːz][*])은 잉글랜드 북부를 흐르는 강으로, 북해로 흘러든다.
| Tees (rivière).png |